# Cheerleader Massacre
Cheerleader Massacre es una película de 2003 dirigida por Jim slasher Wynorski y escrita por Lenny Juliano. La película está protagonizada Tamie Sheffield, Charity Rahmer, y Erin Byron. La película es una falsa secuela de la franquicia Slumber Party Massacre, ya que tiene en una secuencia un flashback de la película original, pero su historia es propia. Sin embargo, al igual que sus predecesores se basa en la desnudez femenina, sexo y gore. Es considerada como una película de categoría B moderna. El DVD fue lanzado el 25 de marzo de 2003. En su contenido se incluyen tráileres, biografías de los actores, comentarios de audio y material extra de producción.

## Argumento
Cinco porristas van a una cabaña en el bosque junto con su entrenador y otros. Durante su estadía, cada uno de ellos recibe una muerte brutal, excepto la chica gótica, quien se revela entonces como quien ha estado matando cada una de las víctimas.

## Reparto
- Tamie Sheffield como Sra. Hendricks
- Charity Rahmer como Parker Jameson.
- Erin Byron como Ángela Caruso.
- Lenny Juliano (acreditado como Lunk Johnson) como Buzzy.
- Bill Langlois Monroe (acreditado como E. Eddie Edwards) como Sheriff Murdock.
- Samantha Phillips como Oficial Phillips.
- GiGi Erneta como Deputy Adams.
- April Flowers (acreditado como Diana Espin) como Tammy Rae.
- Nikki Fritz como Debbie.
- Tylo Tyler como Ryan.
- Brad Beck como Mark.
- Summer Williams como Shelley.
- Brinke Stevens como Linda.
- Melissa Brasselle como Detective DeMarco.
- Julie Lisandro (acreditado como Julie Corgill) como Dina.